# Athyrium rubripes
Athyrium rubripes är en majbräkenväxtart som först beskrevs av Vladimir Leontjevich Komarov, och fick sitt nu gällande namn av Vladimir Leontjevich Komarov. Athyrium rubripes ingår i släktet Athyrium och familjen Athyriaceae. Inga underarter finns listade.